# 6770 Фуґате
6770 Фуґате (6770 Fugate) — астероїд головного поясу, відкритий 22 серпня 1985 року.
Тіссеранів параметр щодо Юпітера — 3,214.